# Khalil Ahmad
Khalil-Ullah Ahmad (Anaheim, 24 dicembre 1996) è un cestista statunitense.

## Carriera
Nato e cresciuto in California, tra il 2015 e il 2019 Ahmad ha frequentato la California State University presso il campus di Fullerton. Al suo primo anno presso l'ateneo, nel quale ha segnato 14,6 punti a partita, è stato votato freshman dell'anno della Big West Conference, oltre ad essere inserito. Nei tre anni seguenti ha fatto registrare rispettivamente 11,2, 15,1 e 18,2 punti ad incontro.
La sua carriera professionistica è iniziata al Keflavík in Islanda, dove nella stagione 2019-2020 ha viaggiato a 19,1 punti, 4,6 rimbalzi, 3,0 assist e 2,1 palle rubate di media in un campionato però concluso anticipatamente per via della pandemia di COVID-19. L'annata seguente l'ha trascorsa invece in Danimarca all'Horsens IC, squadra con cui ha messo a segno 19,2 punti (quarto miglior realizzatore della Basketligaen di quell'anno), 4,5 assist e 1,8 palle rubate di media.
Nell'estate 2022 è volato in Canada per prendere parte alla Canadian Elite Basketball League (CEBL) tra le file dei Niagara River Lions. Oltre ad aver fatto registrare la media punti più alta del torneo con 20,7 punti a partita, Ahmad è stato anche votato giocatore dell'anno. Per il 2022-2023 è stato un giocatore dell'Hapoel Be'er Sheva nella massima serie israeliana, in cui ha messo a referto 13,5 punti e 3,0 assist in 26 gare di regular season e successivamente 7,7 punti e 5,0 assist nelle tre gare della serie play-off persa 0-3 contro il Maccabi Tel Aviv. Durante l'estate del 2023 ha vissuto la sua seconda parentesi personale con i Niagara River Lions. Ad agosto, una volta terminato l'impegno nella lega estiva canadese, è approdato all'Ostenda, con cui si è laureato campione del Belgio in campo nazionale (con un rendimento di 16,1 punti in regular season e di 19,2 punti ai play-off) ed ha inoltre partecipato alla Basketball Champions League in campo europeo. Nell'estate del 2024 è stato per la terza volta parte dei Niagara River Lions, che in quell'occasione hanno vinto il loro primo titolo della CEBL.
Nel frattempo, nel giugno 2024, Ahmad è stato scelto dalla dirigenza della neoretrocessa Victoria Libertas Pesaro come uno dei due giocatori stranieri per affrontare il campionato di Serie A2 2024-2025. Primo terminale offensivo con ben 15,6 tiri dal campo tentati a partita, Ahmad al termine della regular season si è laureato capocannoniere del campionato con 21,6 punti di media ed un high di 45 punti nella sconfitta esterna a Orzinuovi. La squadra, che partiva con l'obiettivo promozione, ha avuto tuttavia una stagione piuttosto travagliata, tanto da archiviare la stagione regolare all'undicesimo posto.